# Lomnické suchary

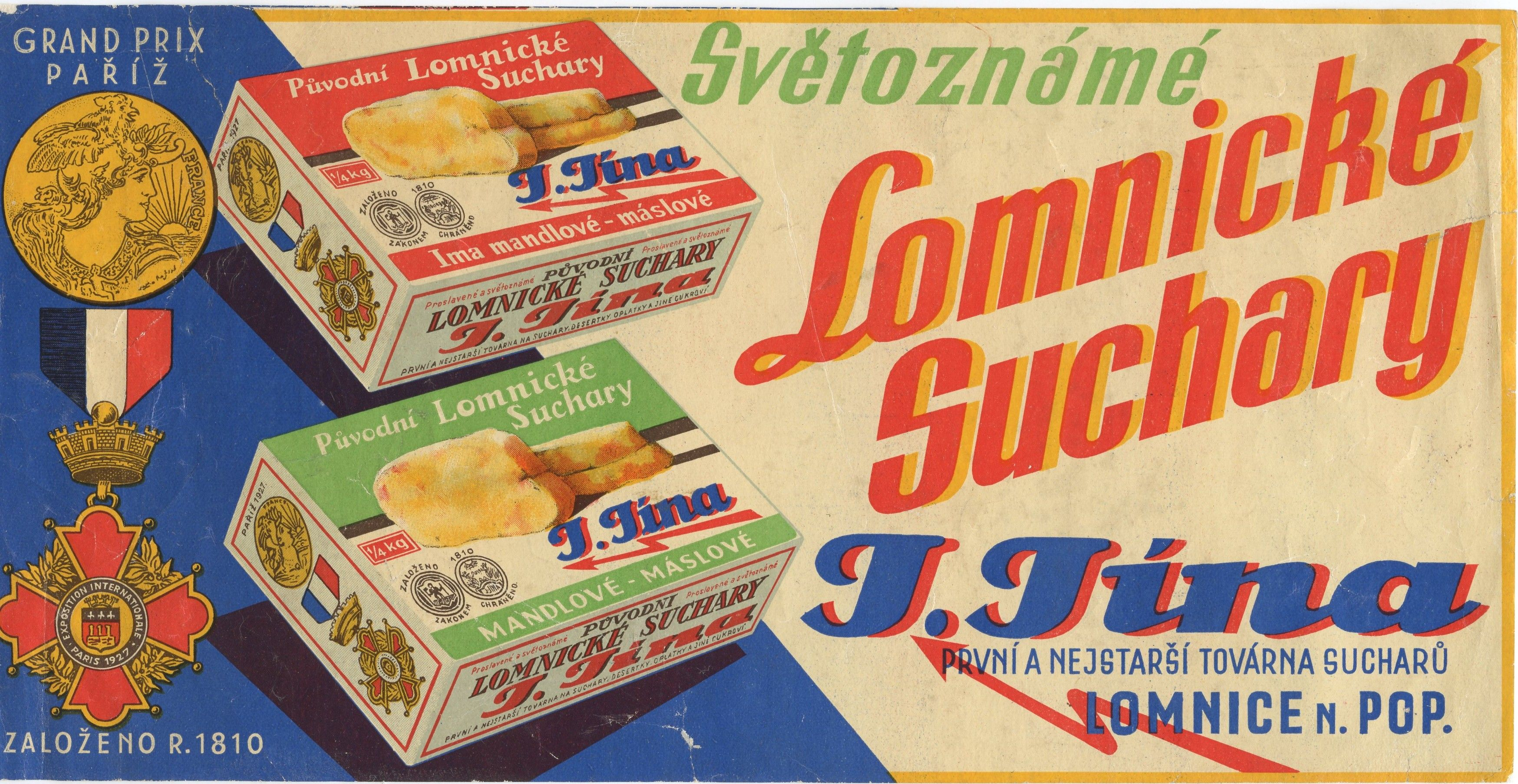
Obal na Jínovy Lomnické suchary, chromolitografie, po roce 1927

Lomnické suchary jsou tradiční cukrářský výrobek pojmenovaný podle místa původu, Lomnice nad Popelkou.

## Historie výroby
Pravděpodobně prvním výrobcem sucharů byl pekař Antonín Kynčl, který pekl suchary již před rokem 1800. V roce 1810 již bylo ve městě zhruba 20 výrobců sucharů.
Největší a nejznámější byla firma cukráře Michala Jíny (1837-1871) a jeho syna Josefa (1825-1877). Dále se velkovýrobě sucharů věnoval jeho syn Ignác (1856-1901), bratranec Antonín (1856-1901) a oba Ignácovi synové Josef a Jan od roku 1902, kterří v roce 1907 postavili první továrnu. Lomnické suchary si získávaly oblibu a  začaly se vyvážet i mimo Rakousko-Uhersko. Velkým úspěchem bylo získání první ceny Grand Prix na světové výstavě v Paříži v roce 1927. V roce 1948 byla výrobna znárodněna a ve výrobě pokračoval nejdříve státní podnik Lomnický průmysl sucharů, poté byla továrna od roku 1958 pod podnikem Průmysl trvanlivého pečiva Praha a ještě později ji převzal národní podnik Čokoládovny Praha-Modřany. Po roce 1989 podnik privatizovala firma Nestlé a v roce 1994 byla výroba Lomnických sucharů zrušena. V roce 1995 obnovila firma Vekos výrobu lomnických sucharů podle tradičních receptur a brzy následovala řada dalších výrobců. V roce 2005 bylo založeno Sdružení výrobců Lomnických sucharů, které se stará o udržení tradičních receptur a postupů při výrobě, stejně jako o ochranu výrobku. Produkt dostal roku 1989 ochrannou známku a je jeden z prvních českých produktů s touto známkou.

## Receptura
Základem je sucharové těsto ochucené směsí koření, do kterého se dále mohou přidávat lískové ořechy, mandle nebo arašídy. Dobře vykynuté těsto  se vyválí na dlouhé šišky, které se pečou v pecích s vlhčeným pečicím prostorem. Zvláčnělé šišky se krájí na krajíčky, které se obalují v moučkovém cukru a poté se suší v peci. Vyrábějí se také DIA varianty, kde je cukr nahrazen sorbitolem. 

## Význam

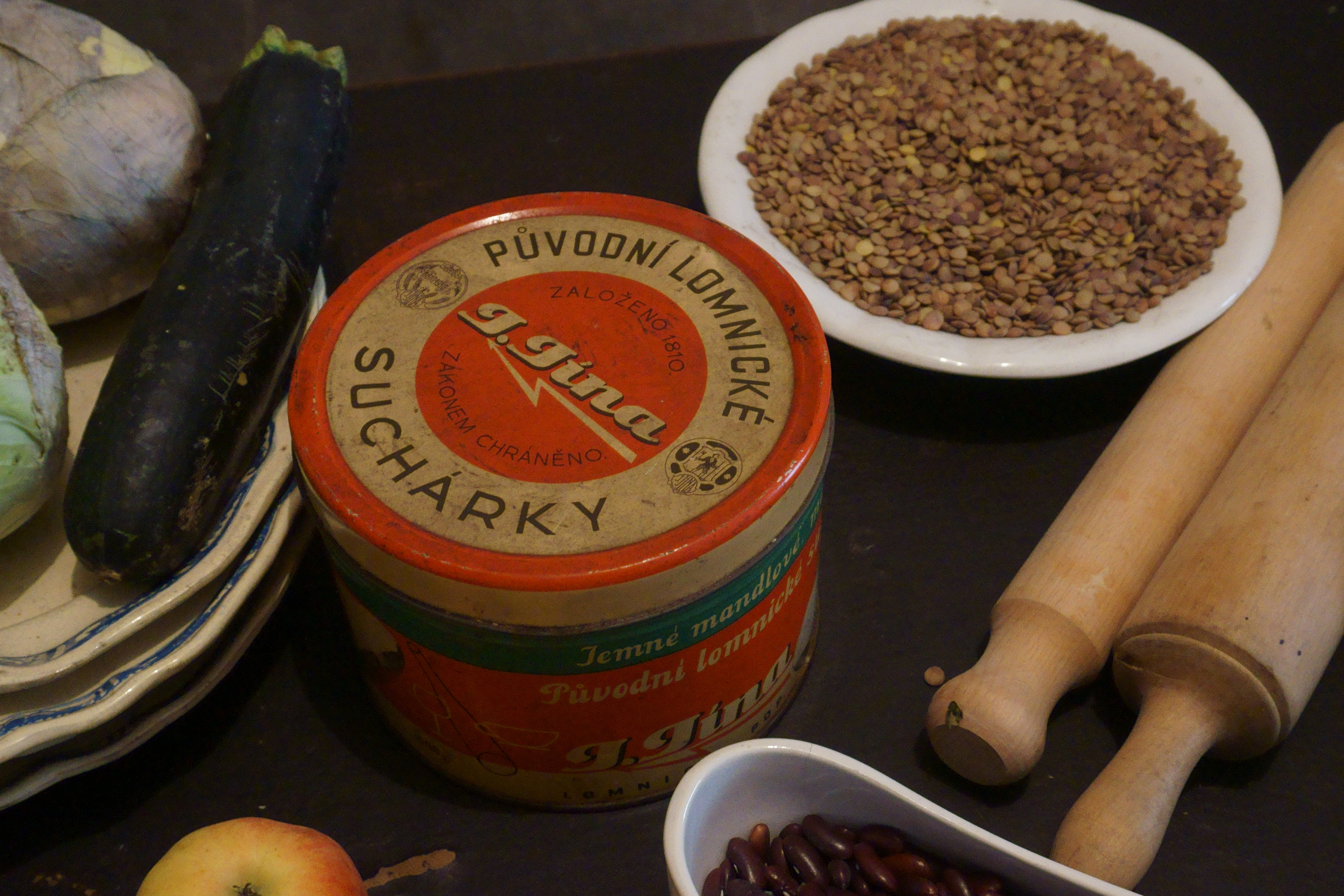
Plechová krabice na suchary J. Jína, po roce 1918

Lomnické suchary jsou vyhledávanou pochoutkou a oblíbeným suvenýrem z Podkrkonoší podobně jako hořické trubičky nebo miletínské modlitbičky.
V sociologickém průzkumu mezi respondenty v Libereckém kraji se v souvislosti se zkoumáním významu chráněného označení původu lomnické suchary umístily na 9.–12. místě podle četnosti, s jakou je respondenti uváděli jako příklady českých výrobků známých jako místní.
Úřad průmyslového vlastnictví registruje jedinou slovní grafickou ochrannou známku ve znění „J. JÍNA ZALOŽENO 1810 LOMNICKÉ SUCHARY ZALOŽENO 1810 LOMNICE BISCUITS SINCE 1810 LOMNICE ZWIEBÄCK SEIT 1810“ s datem práva přednosti od 27. dubna 2005 pod číslem 277007 pro Ing. Josefa Jínu.
Lomnické suchary jsou od roku 2007 zaevidovány i jako chráněné zeměpisné označení (PGI) EU.